# ITF Torhout
Das ITF Torhout (offiziell: Koddaert Ladies Open) war ein Tennisturnier des ITF Women’s Circuit, das in Torhout, auf Hartplatz ausgetragen wurde.

## Siegerliste

### Einzel
| Jahr                    | Siegerin                | Finalgegnerin          | Ergebnis               |
| ----------------------- | ----------------------- | ---------------------- | ---------------------- |
| ↓ Kategorie: $10.000 ↓  |                         |                        |                        |
| 2007                    | Claire Feuerstein       | Yanina Wickmayer       | 6:4, 6:4               |
| ↓ Kategorie: $75.000 ↓  |                         |                        |                        |
| 2008                    | Elena Baltacha          | Iveta Benešová         | 6:75, 6:1, 6:4         |
| ↓ Kategorie: $100.000 ↓ |                         |                        |                        |
| 2009                    | Karolina Šprem          | Wiktorija Kutusowa     | 6:1, 6:4               |
| 2010                    | ↓ Kategorie: $50.000 ↓  | ↓ Kategorie: $50.000 ↓ | ↓ Kategorie: $50.000 ↓ |
| 2010                    | Mona Barthel            | Rebecca Marino         | 2:6, 6:4, 6:2          |
| 2010                    | ↓ Kategorie: $100.000 ↓ |                        |                        |
| 2010                    | Yanina Wickmayer        | Simona Halep           | 6:3, 6:2               |

### Doppel
| Jahr                    | Siegerinnen                                   | Finalgegnerinnen                     | Ergebnis               |
| ----------------------- | --------------------------------------------- | ------------------------------------ | ---------------------- |
| ↓ Kategorie: $10.000 ↓  |                                               |                                      |                        |
| 2007                    | Martina Babáková Kika Hogendoorn              | ELena Pioppo Verdiana Verardi        | 7:62, 6:3              |
| ↓ Kategorie: $75.000 ↓  |                                               |                                      |                        |
| 2008                    | Anastassija Pawljutschenkowa Yanina Wickmayer | Stéphanie Cohen-Aloro Selima Sfar    | 6:4, 4:6, [10:8]       |
| ↓ Kategorie: $100.000 ↓ |                                               |                                      |                        |
| 2009                    | Michaëlla Krajicek Yanina Wickmayer           | Julia Görges Sandra Klemenschits     | 6:4, 6:0               |
| 2010                    | ↓ Kategorie: $50.000 ↓                        | ↓ Kategorie: $50.000 ↓               | ↓ Kategorie: $50.000 ↓ |
| 2010                    | Mona Barthel Justine Ozga                     | Hana Birnerová Jekaterina Bytschkowa | 7:5, 6:2               |
| 2010                    | ↓ Kategorie: $100.000 ↓                       |                                      |                        |
| 2010                    | Timea Bacsinszky Tathiana Garbin              | Michaëlla Krajicek Yanina Wickmayer  | 6:4, 6:2               |